# Jon Engen
Jon Boie Engen (* 9. März 1957 in Oslo; † 26. April 2018) war ein US-amerikanischer Biathlet und Skilangläufer.
Jon Engen war zunächst Staatsbürger seines Heimatlandes Norwegen. 1980 wanderte er in die USA aus. Dort betätigte sich der in West Yellowstone lebende Ingenieur auch sportlich und gehörte seit der zweiten Hälfte der 1980er Jahre dem US-Nationalkader im Skilanglauf an. Bei den Olympischen Winterspielen 1988 startete er in zwei Rennen. Über 30 Kilometer wurde er 51., das Rennen über 50 Kilometer beendete er nicht. Biathlon betrieb er seit 1985. 1992 startete Engen in Albertville im Biathlon bei den Olympischen Winterspielen. Im Einzel wurde er 70., als Startläufer mit Duncan Douglas, Josh Thompson und Curt Schreiner Staffel-13. Zwei Jahre später wurde Engen in Lillehammer 64. des Einzels und mit Curt Schreiner, Dave Jareckie und Duncan Douglas 14. im Staffelrennen. In seinen beiden letzten Rennen im Weltcup erreichte er in Canmore mit den Rängen 56 im Einzel und 54 im Sprint seine besten Resultate in der Rennserie.
Nach seiner aktiven Zeit als Leistungssportler betrieb Engen auch weiter Sport. Im Skilanglauf gewann er mehrere Titel bei Weltmeisterschaften im Mastersbereich. Zudem startete er immer wieder bis Mitte der 2000er Jahre in FIS-Rennen, dem Continental Cup, dem Marathon-Cup sowie dem NorAm-Cup. Er arbeitet auch als Skitrainer.

## Biathlon-Weltcup-Platzierungen
Die Tabelle zeigt alle Platzierungen (je nach Austragungsjahr einschließlich Olympische Spiele und Weltmeisterschaften).
- 1.–3. Platz: Anzahl der Podiumsplatzierungen
- Top 10: Anzahl der Platzierungen unter den ersten zehn (einschließlich Podium)
- Punkteränge: Anzahl der Platzierungen innerhalb der Punkteränge (einschließlich Podium und Top 10)
- Starts: Anzahl gelaufener Rennen in der jeweiligen Disziplin

| Platzierung                               | Einzel | Sprint | Verfolgung | Massenstart | Team | Staffel | Gesamt |
| ----------------------------------------- | ------ | ------ | ---------- | ----------- | ---- | ------- | ------ |
| 1. Platz                                  |        |        |            |             |      |         |        |
| 2. Platz                                  |        |        |            |             |      |         |        |
| 3. Platz                                  |        |        |            |             | 2    |         | 2      |
| Top 10                                    |        |        |            |             |      |         |        |
| Punkteränge                               |        |        |            |             |      | 2       | 2      |
| Starts                                    | 6      | 4      |            |             |      | 2       | 12     |
| Stand: Karriereende, Daten nicht komplett |        |        |            |             |      |         |        |